# Botryosphaeriales
Ordre
Les Botryosphaeriales sont un ordre de champignons ascomycètes de la classe des Dothideomycetes.

## Répartition
Cet ordre a une répartition cosmopolite et regroupe près de 5 000 espèces.

## Description microscopique
Les ascomata sont uni- à multiloculaires avec des parois multicouches marron foncé, se présentant de façon isolée ou en groupes, fréquemment inclus dans le tissu stromatique. Les asques sont bituniculés, avec un endotunica épais, pédonculés ou sessiles, clavés, avec une chambre apicale bien développée, entremêlés de pseudoparaphyses hyalines, septées, ramifiées ou non. Les ascospores sont hyalines à pigmentées, septées ou non, ellipsoïdes à ovoïdes, avec ou sans appendices mucoïdes ou gaine. Les anamorphes ont des conidiomata pycnidiens uni- à multiloculaires, fréquemment inclus dans le tissu stromatique, avec des cellules conidiogènes hyalines et phialidiques, et des conidies hyalines à pigmentées, à parois fines à épaisses, qui ont parfois des appendices ou des gaines mucoïdes.

## Systématique
Cet ordre est décrit en 2007 par les mycologues Conrad L. Schoch, Pedro Willem Crous et Robert Alan Shoemaker. Botryosphaeria est le genre type et les Botryosphaeriaceae sont la famille type.

## Liste des familles
Selon MycoBank (25 juin 2022) :
- Aplosporellaceae Slippers, Boissin & Crous, fam. nov., 2013
- Endomelanconiopsidaceae Tao Yang & Crous, 2016
- Melanopsaceae Phillips, Slippers, Boissin & Crous, 2013
- Phyllostictaceae Fr., 1849
- Planistromellaceae M.E. Barr, 1996
- Pseudofusicoccaceae Tao Yang & Crous, 2016
- Saccharataceae Phillips, Slippers, Boissin & Crous, 2013
- Septorioideaceae Wyka & Broders, 2016

Et les genres sans famille :
- Hendersonula Speg., 1880
- Piringa Speg., 1911
- Sclerotheca Bubák & Vleugel, 1917
- Spencermartinsia A.J.L. Phillips, A. Alves & Crous, 2008

Selon Index Fungorum (25 juin 2022) :
- Aplosporellaceae
- Botryosphaeriaceae
- Melanopsaceae
- Phyllostictaceae
- Planistromellaceae
- Saccharataceae
- Septorioideaceae

Et les genres sans famille :
- Alanomyces
- Camarosporium
- Hendersonula
- Sclerotheca